# Fort Payne
Fort Payne ist eine Stadt im DeKalb County und Sitz der County-Verwaltung (County Seat) im US-Bundesstaat Alabama. Das U.S. Census Bureau hat bei der Volkszählung 2020 eine Einwohnerzahl von 14.877 ermittelt.

## Geschichte
Der Beginn von Fort Payne war ursprünglich das Cherokee Dorf Willstown, welches der Wohnort des berühmten Cherokee Sequoyah war, der das Cherokee-Alphabet erfand. Während der Zeit der Indianer-Umsiedlung (oder der Pfad der Tränen) in den 1830er Jahren, wurde das Fort in der Stadt durch die Truppen des Major John Payne errichtet und als Konzentrationslager genutzt. Hier wurden Cherokee interniert, bis sie nach Oklahoma „abgeschoben“ werden konnten.
Fort Payne erfuhr explosionsartiges Wachstum Ende der 1880er Jahre, als Investoren und Arbeiter aus Neu-England und dem Norden der USA die Region überrannten, um die einige Jahre früher entdeckten Kohle- und Eisenvorkommen anzubauen. Viele der heute bemerkenswerten und historischen Gebäude im Fort Payne wurden in diesem Zeitraum errichtet – einschließlich das älteste noch existierende Theater von Alabama.
In der heutigen Zeit ist die Stadt für die Sockenproduktion bekannt. Über die Hälfte der Socken, die in den Vereinigten Staaten hergestellt werden, kommen aus Fort Payne. Die Stadt produziert auch Lastkraftwagen, Stahlprodukte und andere Waren.
Fort Payne ist die Heimat der ehemaligen Country Band Alabama.
In Fort Payne liegt der „Little River Canyon National Preserve“ (Nationalpark).
Sieben Bauwerke und Stätte in Fort Payne sind im National Register of Historic Places eingetragen (Stand 13. November 2019), darunter der Fort Payne Main Street Historic District und der Fort Payne Boom Town Historic District.

## Verkehr
- Interstate 59
- U.S. Highway 11
- Alabama State Route 35
- Norfolk Southern Railway
- Isbell Field (städtischer Flughafen)

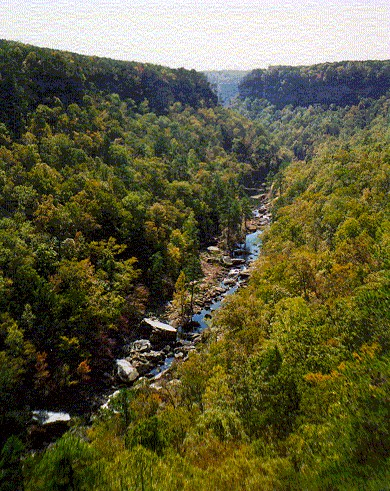
Little River Canyon, nahe Fort Payne
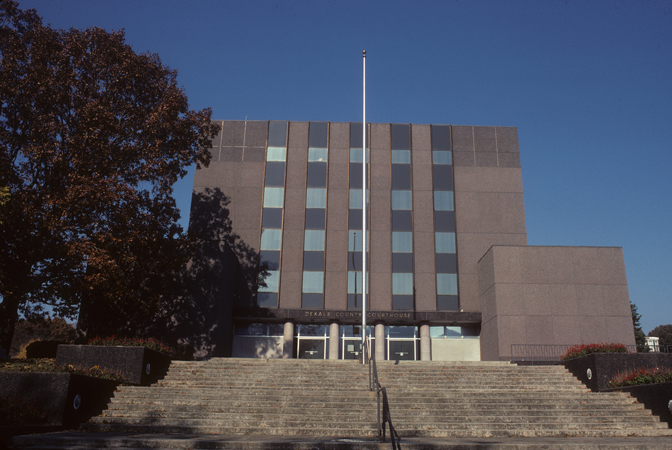
DeKalb County Courthouse
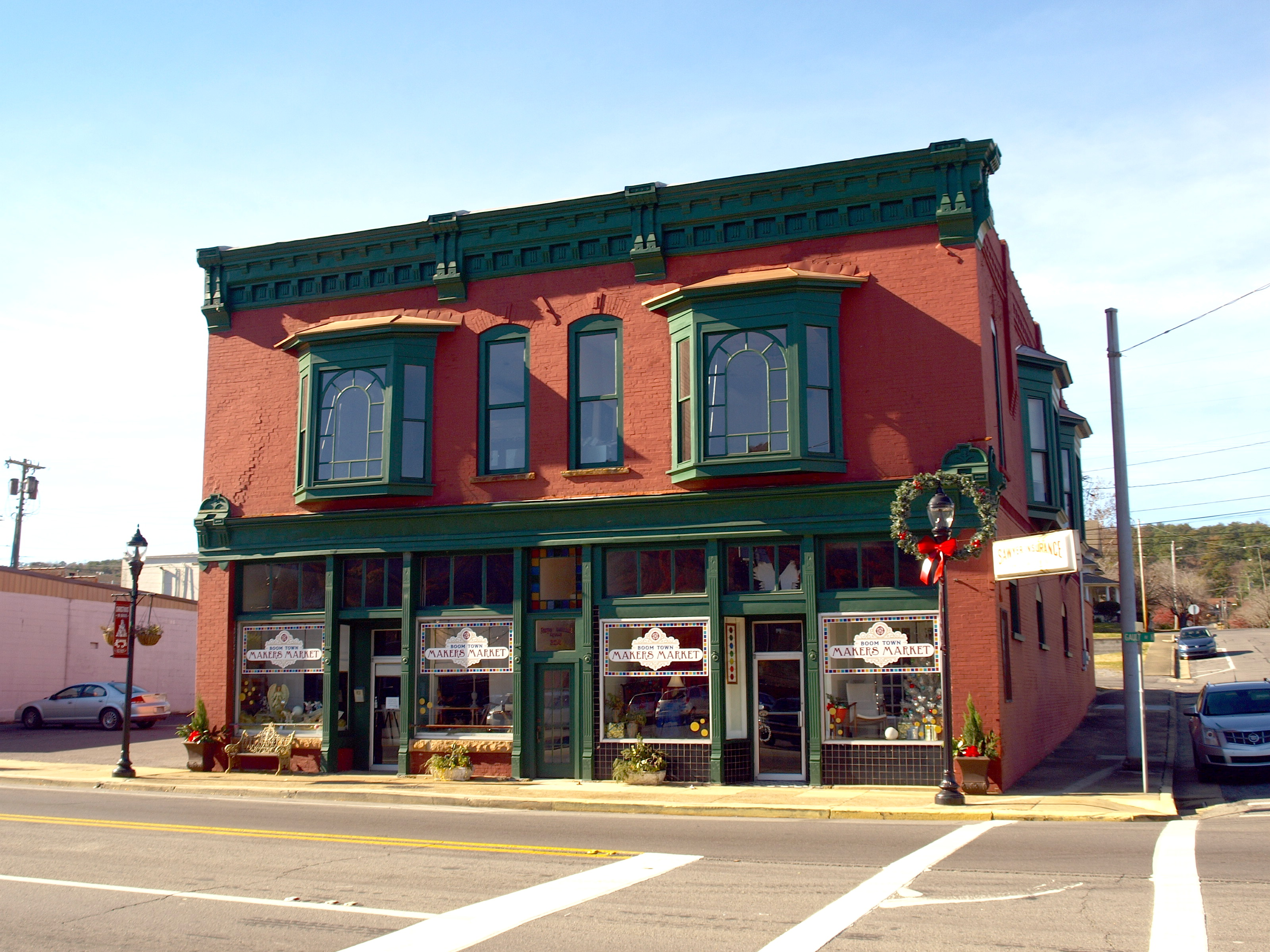
Sawyer Building im  Fort Payne Boom Town Historic District (2017)

## Söhne und Töchter der Stadt
- Bob Flock (1918–1964), NASCAR-Rennfahrer
- Fonty Flock (1920–1972), NASCAR-Rennfahrer
- Tim Flock (1924–1998), NASCAR-Rennfahrer und zweifacher Meister im Winston Cup
- Evan McPherson (* 1999), American-Football-Spieler
- Larry Nelson (* 1947), Profigolfer
- Philip Ober (1902–1982), Schauspieler und Diplomat
- Katherine Stinson (1891–1977), Flugpionierin und Architektin